# نيفاروكس
نيفاروكس بالإنجليزية Nivarox (الاسم التجاري الكامل Nivarox - FAR SA) هي شركة سويسرية. وهي مملوكة حاليًا لمجموعة نيفاروكس. مجموعة سواتش هو أيضًا الاسم التجاري للسبائك المعدنية التي يتم تصنيع منتجاتها منها. خصائصه الملحوظة هي أن معامل المرونة ثابت بشكل ملحوظ مع درجة الحرارة. تشتهر نيفاروكس بإنتاج نوابض الشعر التي يتم ربطها بعجلة التوازن داخل حركة الساعة الميكانيكية، بالإضافة إلى النابض الرئيسي الذي يوفر القوة الدافعة للساعة.
بدأت قصة نيفاروكس في عام 1933 عندما أتقن الدكتور ستراومان عملية تصنيع نبع الشعر في مختبر والدنبورج. تم اختيار FAR اسم الشركة في عام 1932 للكيان الذي يضم العديد من الشركات والشركات الفرعية الموجودة في لو لوكل، سويسرا، لتصنيع مكونات الساعة المختلفة.